# Daniel Fernández Crespo
Daniel Fernández Crespo (Libertad, Departament de San José, 28 d'abril de 1901 - 28 de juliol de 1964) fou un mestre i polític uruguaià, president constitucional del Consell Nacional de Govern entre l'1 de març de 1963 i l'1 de març de 1964.

## Biografia
De professió mestre, va exercir la docència des de 1921 fins a 1932, any en el qual va ingressar per primera vegada al Parlament. Va integrar el Partit Nacional, en el que militava des de la seva joventut.
Des del seu ingrés al parlament i fins a la seva mort, va ser portat pel vot popular a ocupar en forma successiva i ininterrompuda tots els càrrecs electius establerts per la Constitució uruguaiana: diputat, senador, Intendent Municipal de Montevideo, Conseller Nacional de Govern per la minoria i finalment portat a la presidència del Consell Nacional de Govern en les eleccions de l'any 1962.
Fruit de la seva tasca de legislador llarga i fructífera, van néixer nombroses lleis que en el seu moment van plasmar una expressió d'avançada i progrés en matèria laboral, tals com la Llei d'Assegurances d'Accidents de Treball, jubilació de la dona, lleis sobre Borsa de Treball i subsidis per desocupació per a diferents activitats, jornades especials per a la indústria insalubra, etc.
Des del Poder Executiu, va buscar respostes per als grans problemes que enfrontava l'Uruguai, presentant projectes tals com al tendent a la reforma de les estructures agràries, o el destinat a millorar i augmentar la productivitat mitjançant la participació d'obrers i empleats en les utilitats de les empreses.
D'origen humil, va arribar al final de la seva vida en les mateixes condicions amb què havia ingressat a l'activitat política, sense fortuna econòmica però envoltat per l'afecte dels seus correligionaris i el respecte dels seus adversaris.
Fora de l'àmbit polític, va ser secretari i vicepresident honorari de l'Associació Uruguaiana de Futbol (en castellà, "Asociación Uruguaya de Fútbol"), participant en esdeveniments a l'estranger.
El 8 de novembre de 2000, s'aprova una llei perquè una escola en el departament de San José, d'on era oriünd Fernández Crespo, porti el seu nom com a homenatge a la seva memòria.